# 横山亜紀
横山 亜紀（よこやま あき）は、日本の音響効果技師。
サウンドエフェクト横山に所属していた。
同じく音響効果技師の横山正和は実父。
2023年12月2日に死去。亡くなった翌年に公開された映画『名探偵コナン 100万ドルの五稜星』のエンディング・ロールには、父親と連名で「In memory of 横山正和　横山亜紀」という一文が添えられている。

## 主な担当作品
- 名探偵コナン （ytv）[2]
- まじっく快斗 （ytv）
- ガラスの仮面 （TX）
- こてんこてんこ （TX）
- プレイボール （UHF）
- 愛してるぜベイベ★★ （UHF）
- まもって!ロリポップ （UHF）
- 源氏物語千年紀 Genji （CX）
- 君に届け （NTV）